# 加勒特·莫里斯
加勒特·莫里斯（英語：Garrett Isaac Morris）是美国演员、喜剧演员和歌手。从1975年到1980年，他是喜剧小品节目《周六夜现场》的原班人马之一，并在杰斐逊一家（1983-1984）中饰演吉米。莫里斯还在1996年至2001年播出的情景喜剧《杰米福克斯秀》中饰演少年“少年叔叔”金。莫里斯在2011年至2017年的哥伦比亚广播公司情景喜剧破产姐妹中饰演厄尔。

## 外部连接
1. ↑  . Discogs.   [January 25, 2018]. （原始内容存档于2018-01-26）.